# Xã Sycamore, Quận Butler, Kansas
Xã Sycamore (tiếng Anh: Sycamore Township) là một xã thuộc quận Butler, tiểu bang Kansas, Hoa Kỳ. Năm 2010, dân số của xã này là 343 người.